# Harald Gnade
Harald Gnade (* 23. Mai 1958 in Prisser, Niedersachsen) ist ein deutscher Maler, Zeichner und Grafiker.

## Leben
Frühen Kunstunterricht erhielt Harald Gnade von seinem Großvater, dem expressionistischen Maler Curt Ehrhardt 1895–1972. Nach einer Ausbildung als Augenoptiker studierte Gnade von 1978 bis 1982 Malerei und Experimentalfilm an der Staatlichen Hochschule für Bildende Künste – Städelschule in Frankfurt a. Main. Er besuchte Vorlesungen von Hermann Nitsch, der ihn nachhaltig beeinflusste und war Schüler von Thomas Bayrle und Peter Kubelka. Von 1982 bis 1986 studierte er Film und Angewandte Kunst am Fachbereich Visuelle Kommunikation an der Hochschule der Künste Berlin, heute Universität der Künste Berlin, bei  Wolfgang Ramsbott, Hans Förtsch und Hermann Wiesler. Während seines Berliner Studiums distanzierte sich Gnade von seinen filmischen Interessen und wendete sich wieder der Malerei zu. Er wohnte im Le Corbusierhaus und hatte sein erstes Atelier in Moabit in der Perleberger Straße. Seit seinem Diplom in der Bildenden Kunst im Jahr 1986, arbeitet er freischaffend. 1992 nahm er in Kassel an der Documenta IX teil. Von 2008 bis 2014 war er Dozent an der Akademie für Malerei Berlin, von 2012 bis 2014 leitete er dort eine Klasse für Malerei. Harald Gnade ist Mitglied im Deutschen Künstlerbund. Er lebt und arbeitet in Berlin und auf Sizilien.

## Werk
„Gnades künstlerische Arbeit beginnt mit einer von Plastizität bestimmten Form- und Raumsuche. Ein Schwerpunkt seiner Arbeit ist zuerst in den formalen Beschaffenheiten zu finden, die er auswählt um Themen und Begriffe zu provozieren („Frucht, schwach“, 1990, Siebdruck). Der Künstler sucht durch das Experimentieren mit verschiedenen Malgründen und einer sedimentartigen Verwendung von Steinmehlen des Travertin- und Carraramarmors, Sand, Zement und Pigmenten, zuerst nach einer kristallinen Stofflichkeit von Farbe, nach Körper und Volumen, Licht und Raum (1990–1996, „Tuch“, „Gewebe“, „Metaphysische Landschaft“ Landschaftsmalerei). In Folge schafft er eine von landschaftlichen oder figürlichen Grundformen ausgehende, stark abstrahierte, gestisch strukturierte, aus vielen sich überlagernden Farbschichten bestehende Malerei, zuerst in der Nachfolge des Informel und der Farbfeldmalerei. […] Die Beziehung zwischen Figur und Grund seiner materialbestimmten Malerei ist in seiner informellen Verschlüsselung so komplex, als wären die Bilder von einem Blick durch das Mikroskop inspiriert, der das Ganze im Detail aufzuspüren versucht.“ Zitat: Phillip John: Bilder über Bilder – Discourses in Art. Daimler Art Collection 2011 Daimler Kunstsammlung.
1990 entstanden Papierarbeiten auf japanischem Büttenkarton und 1997 erste Holzschnitte. Gnade widmet hier seine Aufmerksamkeit, unter Verwendung der mitteldichten Faserplatte, der Linie und der amorphen Textur. In diesen Jahren arbeitete der Künstler, neben der Malerei, auch an einigen Plastiken. 1992 zeigte er Bilder in einer Einzelausstellung der Dresdner Bank, Kassel, im Stadtprogramm der documenta IX.

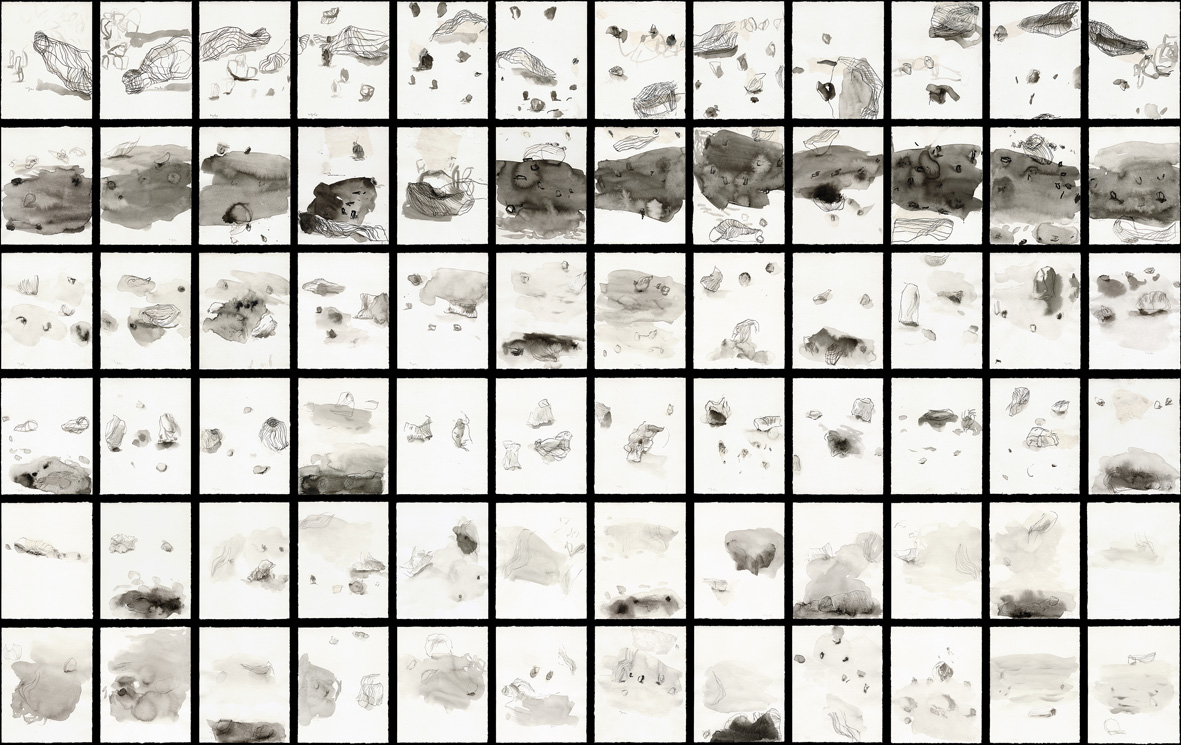
Harald Gnade, “besuche mich zeit”
(Tableau aus 72 Tuschezeichnungen)

Immer mehr an geologische Prozesse erinnernd, arbeitete Gnade von 1996 bis 2005 an Werkgruppen unterschiedlich, plastischer Form- und Licht aufnehmender Farbvarianten, wobei die Bilder bereits auf Themen der Metamorphose und Mimese Bezug nehmen. Themen der Verwandlung und Nachahmung Mimesis (Das empfindliche Kleid VII-IX,2002, Ausstellung der Stiftung St. Matthäus, 2006 St. Matthäuskirche), sowie eine poetische Evolutionsgeschichte der Natur (Tableau von 72 Tuschezeichnungen …besuche mich zeit…), werden in seinen von 1996 bis 2005 entstandenen Werkgruppen (2002, Kunsthalle Vierseithof  und 2007, Villa Oppenheim) behandelt. Gnade setzt sich in dem 2001/2 entstandenen Tableau mit einer Art Genesis in Bildform auseinander.
Ursula Prinz schreibt hierzu:
„[…] So ist denn das menschliche Individuum auch niemals als solches dargestellt, sondern wird genau so behandelt wie die Blätter, Steine, Bäume, die man in manchen seiner Bilder zu erkennen meint. Und wenn der Bildgegenstand auch der Körper ist, so ist er es doch fast nur als dessen Anhang oder Aura und nicht als massiver Gegenstand oder - in der Zeichnung - als fließende und sich auflösende Linie, die genauso gut eine Blüte umschreiben könnte. Das Fließende, sich ständig Wandelnde ist denn auch das eigentliche Element diese Künstlers, dessen Entwicklung sich als ein einziges Continuum darstellt.“
2007 entwickelt sich seine Arbeitsweise weg vom Materialbild hin zu einer reinen auch transparenten Malerei. Es entstehen unter einem naturphilosophischen Thema, Werkgruppen mit dem Bildtitel Metamorphosis, Schwarze Blumen, Herz und Arbeiten zu Arkadien. Biomorphe, stofflich betonte, oftmals monochrome Farbkörper oder Landschaftsfragmente erinnern sinnbildhaft, minimalistisch an Moos, Schwamm, Vegetation oder Schwärme, an ephemere Cluster in einem algorithmischen Duktus. Topografien eines schwerelosen Gartens, der auch unabhängig von Gravitation funktioniert, sich vertikal, diagonal, horizontal oder 180° kopfüber ausdehnt. Nicht immer folgen die Bildelemente gewohnten physikalischen Gesetzmäßigkeiten, ändern ihre Farben und Formen, wechseln ihre Position, in einem sich wiederum wandelnden Bildraum, der mal offen, mal verdrängt durch Fläche ist. Natur, teilweise herausgelöst aus ihrem ursprünglichen Kontext, trifft auf „fremde“ Zustände von Farbe, trifft auf Schrift, die metaphorisch als eine Art Parallelnatur als Kulturartefakt inmitten vorwiegend abstrakter Bildräume fungieren.
Gnade beschäftigt sich mit der Frage des allgemein vorherrschenden Naturbegriffs: Ist Natur in der Regel das, was nicht vom Menschen geschaffen wurde? Hunderte Zettel mit Vermerken, Textfragmenten, Farbproben und Skizzen bilden das Gerüst für ein sich kontinuierlich entwickelndes, narratives Werk.

## Musik
Harald Gnade, Keyboards/Schlagzeug, gründete 1973 mit den Musikern Ottmar Seum, Gitarre/Gesang, Hannes Riffer, Bass, Rainer Theobald, Klarinette/Saxophon, die NDW-Band Grabhund. 1977 wurde der Schlagzeuger Dieter Steinmann mit aufgenommen. Der Künstler Manfred Stumpf war zeitweilig als Sänger Mitglied der Band. Nach Auftritten in Hessen folgten 1981 ein Schallplattenvertrag beim Zweitausendeins-Verlag, Frankfurt/Main und regelmäßige Konzerte im Sinkkasten. Weitere Auftritte mit den Musikgruppen The Wirtschaftswunder (Tom Dokupil) in der Frankfurter Städelschule, der Band Ideal (Inga Humpe) und der amerikanischen Gruppe Defunkt im Ballhaus Tiergarten und im Metropol. Die Gruppe trennte sich 1983 aus privaten Gründen.

## Ausstellungen

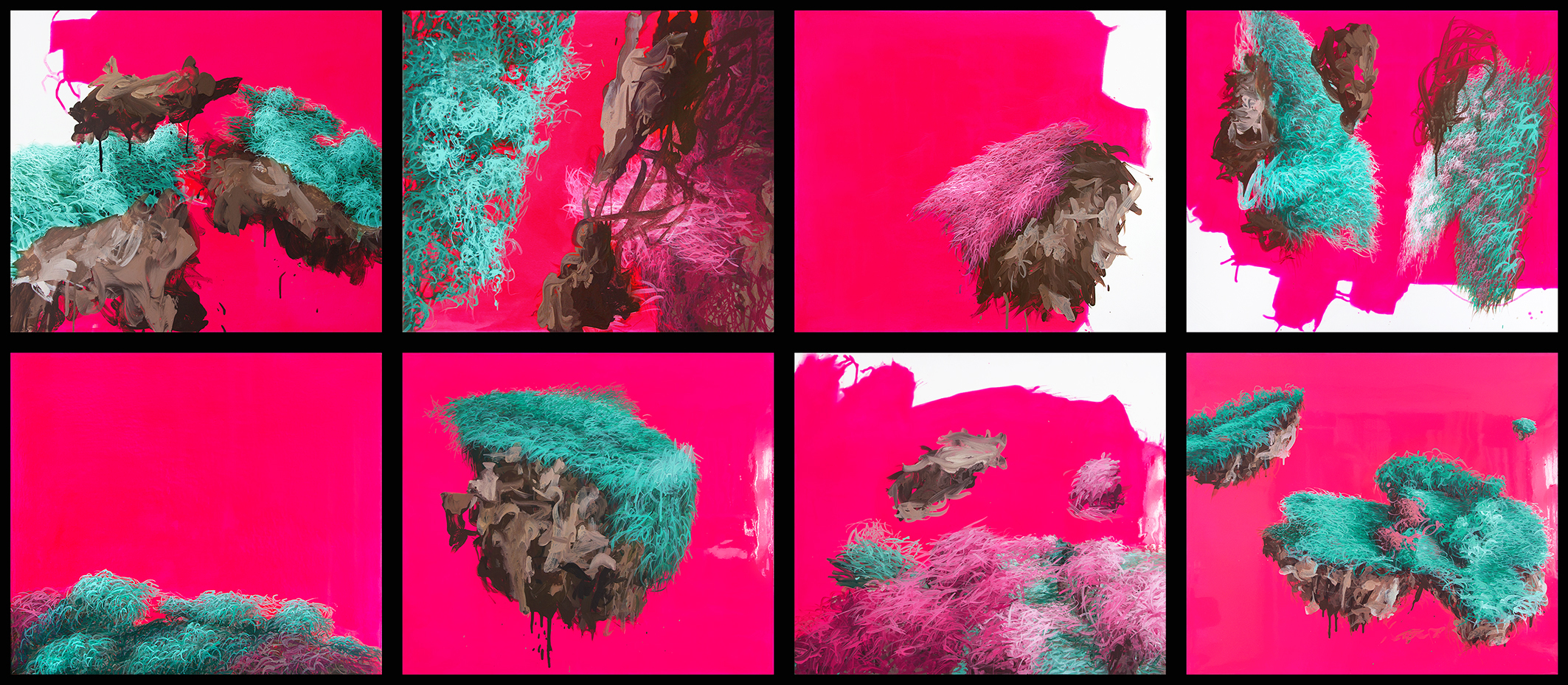
Harald Gnade, “Trash Paradise, 2016-18”
(8 tlg. Acryl, Hochglanzpolymerwasserlack, Acryl auf Leinwand, 130 × 300 cm)

- 1982: Mannheim, Mannheimer Kurzfilmtage—Frankfurt/Main, Fluxuskonzert mit Ben Vautier (E)
- 1983: Berlin, Kurzfilmtage, Kinos Arsenal und Klick
- 1984: Berlin, Haus am Lützowplatz, (K)
- 1985: Berlin, Freie Berliner Kunstausstellung, Messegelände, (Teilnahme bis 1991) (K)
- 1986: Berlin, Galerie Kunstlicht (E)
- 1987: Berlin, Künstlerhaus Bethanien, (K) -- Galerie Westpahl Bethmann/Hollweg (E),
- 1988: Berlin, Galerie ROHO, Malerei (E), Seoul, Hanaro Art Center
- 1989: Berlin, Galerie Rudolf Schoen (E) -- Berlin, Otto-Nagel Galerie (E)
- 1990: Paris, FIAC - Grand Palais (K) -- Berlin, Gedenkstätte Deutscher Widerstand  GSD-Galerie im Bendlerblock (E) -- Berlin, Guardini-Stiftung (E),
- 1991: Paris, FIAC - Grand Palais (K) -- Berlin, Galerie Rudolf Schoen (E) --  Mallorca, Centre D`art, Sineu (E, K)
- 1992: Kassel, documenta IX[6],(K) -- Bayreuth, Galerie a.d. Stadtkirche (E) -- Würzburg, Galerie Ilka Klose (E)
- 1993: Berlin, Galerie Hesselbach (E,K)
- 1994: Mantova, Galleria Bedoli, Viadana (E) -- Bonn, Konrad-Adenauer-Stiftung, 5. Maisalon (K) -- Berlin, Neues Kunstquartier, Werkschau 1 (K)
- 1995: Madrid, Kunstmesse ARCO, Galerie Schoen & Nalepa (K)
- 1996: Mailand, METROPOLI, Goethe-Institut (K) -- Madrid, -- Würzburg, Galerie Ilka Klose (E)
- 1997: Bad Hersfeld, Museum-Kapitelsaal (E)
- 1998: Berlin, Schloss Charlottenburg – Kleine Orangerie (K)
- 1999: Palermo, Galleria Escaviva (E)
- 2000: Berlin, Villa Oppenheim, Kulturforum (E, K) -- Berlin, Schering Kunstverein (E)
- 2001: Barcelona, Galeria PuntoArte (E)
- 2002: Luckenwalde, Kunsthalle Vierseithof, Guardini-Stiftung (E)
- 2003: Berlin, ARAG Kunstpreis des Vereins Berliner Künstler (E) -- Barcelona, Kunstsammlung Navarra-Hotels (K)
- 2004: Berlin, Guardini Galerie (E) -- Würzburg, Galerie Ilka Klose (E)
- 2005: Ludwigsburg, Holzschnitt Heute – Kunstpreis 2005 (K) -- Potsdam, Galerie Ruhnke (E)
- 2006: Berlin, Stiftung St. Matthäus St. Matthäuskirche, Kirche am Kulturforum (E,K)
- 2007: Berlin, Villa Oppenheim, Galerie für Gegenwartskunst (E,K) -- Berlin, Stiftung St. Matthäus (K),
- 2008: Schwetzingen, Welde-Kunstpreis, 10 Beste -- Berlin, KettererKunst (E,K)
- 2009: München, Haus der Kunst, Grosse Kunstausstellung (K)
- 2010: Berlin, Galerie ROOT am Savignyplatz (E)
- 2011: Berlin, Galerie Tammen & Partner (K)
- 2012: Würzburg, Galerie Ilka Klose (E) -- Karlsruhe, Art Karlsruhe (K)
- 2013: Berlin, Galerie Tammen & Partner – Mikromeere (E,K) -- Abgeordnetenhaus "Herzflattern - Junge Kunst der 1990er Jahre in Berlin" (K)
- 2014: Berlin, Kommunale Galerie – IMPLANT, erde – vertikal – ablaufen.[7] – (E)
- 2015: Potsdam, Kunstverein Kunsthaus Potsdam – "Copynature" mit Herbert Mehler (E) -- Art Karlsruhe, Galerie Tammen&Partner, Berlin (E,K)
- 2016: Augsburg, Galerie Noah im Glaspalast – "Copynature" (E)
- 2017: Berlin, Galerie Tammen & Partner – "Romantic Outing" (E)
- 2018: Pisa, Universität Pisa – "NATURE PARALLELE - Astrazioni a confronto" (E)
- 2019: Augsburg, Galerie Noah – "Im Studio" (E)
- 2020: Berlin, Galerie Tammen – "still work on paradise" (E)

E= Einzelausstellung, K=Katalog

## Öffentliche Sammlungen / Werkstandorte
- Sammlung Siemens/Cerner Corporation, Berlin
- Senat von Berlin, Berlin
- Sammlung Schering Stiftung, Berlin
- Sammlung Stiftung St. Matthäus, Berlin
- Deutsche Telekom-Berkom, Berlin
- Berliner Bank, Berlin
- Kommunale Galerie Berlin – Artothek
- Museum, Bad Hersfeld
- Museum Walter, Augsburg
- Daimler Kunstsammlung, Stuttgart
- Kunstsammlung Bausparkasse Schwäbisch Hall,
- Sammlung NH HOTELES, Barcelona
- Deutsche Telekom, Nürnberg
- Zentrale der Raiffeisen und Volksbanken, Frankfurt/Main
- Herzzentrum, Bonn-Siegburg
- Archiv, Verein Berliner Künstler, Berlin
- Sammlung Siegfried Grauwinkel,[8] Berlin